# Masatomi Ikeda
Masatomi Ikeda (池田 昌富; Tokyo, 8. travnja 1940. − 21. lipnja 2021.), japanski majstor borilačkih vještina. Nositelj je 7. Dana u aikidu, 5. Dana u sumo i 4. judu.

## Životopis
Masatomi Ikeda se rodio u Tokyu 1940. godine. Već u mladosti je bio zainteresiran za budo, što je rezultiralo postizanjem 5. Dan u sumu i 4. Dana u judu. Sve dok 1958. nije započeo s aikidom, judo je igrao bitnu ulogu u njegovom životu. Godine 1960. prijavio se u dojo Hiroshi Tade.
Godine 1964. je diplomirao je na Sveučilištu za športsku kulturu Nippon. U listopadu 1965. otišao je na svoje prvo putovanje u Italiju s ciljem promocije aikida. Također je stekao sveučilišnu diplomu iz gimnastike i higijene; imao je mogućnost podučavati gimnastiku kao pedagog, ali je odabrao da bude učitelj aikida, prvenstveno u Napulju.
Godine 1971. vratio se u Japan Japan s ciljem da se aikido nauči iz osnova. Osim aikida, radio je kao profesor gimnastike u srednjoj školi Dokkyo, gdje je prije bio učenik. Proveo je tako sedam godina, umjesto jedne do dvije godine koliko je on zamišljao. Tom prilikom prikupio je neko iskustvo u poučavanju i znanje iz azijske medicine poput Seitaija ili seibukenkohoa (metoda liječenja prema načinu seibu). Također je imao mogućnost naučiti hojo, disciplinu razvijenu u poznatoj školi Kashima Shinden Jikishinkage Ryu.
Godine 1977. godine otišao je na putovanje Europom na zahtjev Švicarske kulturne udruge za aikido (ACSA). U Švicarsku je stigao u listopadu te godine. Kad je boravio u Italiji, također je predavao judo, ali od svog dolaska u Švicarsku, u potpunosti je svoj život posvetio aikidu. Bio je delegirani učitelj Aikikai zaklade. Služio je ACSA-i više od 25 godina.
Godine 1986. godine otvoren je Aikido Ikeda-Dojo Zürich. Sljedećih godina, kao tehnički direktor ACSA-e, bez odmora je posjećivao razne dojoe ACSA-e po cijeloj Švicarskoj i to dva ili tri dojoa tjedno. Pored toga, vodio je nacionalne i međunarodne seminare u susjednim zemljama. Održavao je godišnji ACSA zimski seminar u Zürichu u Švicarskoj koji je vodio u mnogim prilikama zajedno s Katsuaki Asaijem iz njemačke Aikikai i Hideki Hosokawom iz talijanske Aikikai. Pored toga, održavao je godišnji ljetni seminar u Saignelégieru u Švicarskoj, sa svojim učiteljem Hiroshi Tadom iz talijanske Aikikai, te godišnji seminar koji se održavao u kasno ljeto ili ranu jesen u Praianu u Italiji, s Pasqualeom Aiellom.
Godine 1989. dodijeljen mu je 7. Dana u aikidu. Nakon toga, bio je okupiran i s Aikikaijem u Češkoj od 1995. godine, sa Slovačkim aikido savezom od 1996. godine i Jugoslavenskim aikido savezom u Srbiji od 1997. Godine 1998. postao je i tehnički direktor Turske aikido asocijacije, a 1996. postao je tehnički savjetnik Međunarodne aikido federacije (IAF) zajedno s Hiroshijem Isoyamom. Paralelno s tim, redovito je održavao seminare u zemljama poput Hrvatske, Mađarske, Rusije i Poljske. Također se razvijala nova suradnja s Nizozemskom, ali ju nije stigao posjetiti.
U proljeće 2003. Ikeda je morao naglo zaustaviti sve svoje aikido aktivnosti zbog moždanog udara. Vratio se u Japan.
Preminuo je 21. lipnja 2021. godine. 

## Vanjske povezice
- Sanshinkai Aikido
- Ikeda Dojo Zurich